# Mesochorus exquisitus
Mesochorus exquisitus là một loài tò vò trong họ Ichneumonidae.